# Открытый чемпионат США по теннису 2004
Открытый чемпионат США по теннису 2004 года — 124-й розыгрыш ежегодного профессионального теннисного турнира серии Большого шлема, проводящегося в американском городе Нью-Йорк на кортах местного Национального теннисного центра. Традиционно выявляются победители соревнования в девяти разрядах: в пяти — у взрослых и четырёх — у старших юниоров.
В 2004 году матчи основных сеток прошли с 30 августа по 12 сентября. Соревнование традиционно завершало сезон турниров серии в рамках календарного года. В первый раз турниру предшествовала бонусная US Open Series для одиночных соревнований среди взрослых, шестёрка сильнейших по итогам которой, исходя из своих результатов на Открытом чемпионате США, дополнительно увеличивала свои призовые доходы.

## Соревнования

### Взрослые

#### Мужчины. Одиночный турнир
Роджер Федерер —  Ллейтон Хьюитт — 6-0, 7-6(3), 6-0.
- Федерер выиграл 3-й титул в сезоне и 4-й за карьеру на турнирах Большого шлема.
- Федерер выиграл 9-й одиночный титул ATP в сезоне и 20-й за карьеру.
- 3-й финал турниров Большого шлема для Хьюитта и первое поражение
- Хьюитт сыграл 6-й одиночный финал ATP в сезоне и 32-й за карьеру.

#### Женщины. Одиночный турнир
Светлана Кузнецова —  Елена Дементьева — 6-3, 7-5.
- Кузнецова выиграла дебютный титул на соревнованиях серии.
- Кузнецова выиграла 2-й одиночный титул в сезоне и 4-й за карьеру в основном туре ассоциации.
- Дементьева сыграла 2-й финал в сезоне и 2-й за карьеру на соревнованиях серии.
- Дементьева сыграла 3-й одиночный финал в сезоне и 10-й за карьеру в основном туре ассоциации.
- Это второй финал в сезоне и всей истории в котором встретились две представительницы России на соревнованиях серии.

#### Мужчины. Парный турнир
Даниэль Нестор /  Марк Ноулз —  Леандера Паеса /  Давида Рикла — 6-3, 6-3.
- Нестор и Ноулз выиграли 2-й совместный титул на соревнованиях серии.
- Нестор выиграл 4-й парный титул в сезоне и 34-й за карьеру в основном туре ассоциации.
- Ноулз выиграл 4-й парный титул в сезоне и 36-й за карьеру в основном туре ассоциации.

#### Женщины. Парный турнир
Вирхиния Руано Паскуаль /  Паола Суарес —  Светлана Кузнецова /  Елена Лиховцева со счётом 6-4, 7-5.
- Руано Паскуаль и Суарес выиграли 3-й совместный титул в сезоне и 7-й за карьеру на соревнованиях серии. На турнире в США они победили в третий раз подряд.
- Руано Паскуаль выиграла 5-й парный титул в сезоне и 28-й за карьеру в основном туре ассоциации.
- Суарес выигрывает 5-й парный титул в сезоне и 35-й за карьеру в основном туре ассоциации.

#### Микст
Вера Звонарёва /  Боб Брайан —  Алисия Молик /  Тодд Вудбридж со счётом 6-3, 6-4.
- Звонарёва выиграла дебютный титул на соревнованиях серии.
- Брайан выиграла 2-й титул за карьеру на соревнованиях серии в миксте. Оба титула он выиграл в США.

### Юниоры

#### Юноши. Одиночный турнир
Энди Маррей —  Сергей Стаховский — 6-4, 6-2.

#### Девушки. Одиночный турнир
Михаэлла Крайчек —  Джессика Киркленд — 6-1, 6-1.

#### Юноши. Парный турнир
Скотт Оудсема /  Брэндан Эванс —  Андреас Бек /  Себастьян Ришик — 4-6, 6-1, 6-2.

#### Девушки. Парный турнир
Михаэлла Крайчек /  Марина Эракович —  Мэдэлина Гожня /  Моника Никулеску — 7-6(4), 6-0.